# Il tappeto volante e l'araba fenice
Il tappeto volante e l'araba fenice (The Phoenix and the Carpet) è una serie televisiva britannica in 6 episodi trasmessi per la prima volta nel corso di una sola stagione nel 1997.
È una serie del genere fantastico per ragazzi basata sul romanzo The Phoenix and the Carpet (1904) di E. Nesbit. Il romanzo era stato già adattato per la televisione nel 1976 con la serie Con la Fenice sul tappeto magico (The Phoenix and the Carpet, 8 episodi).

## Personaggi e interpreti
- The Phoenix (6 episodi, 1997), interpretato da David Suchet.
- Amelia (4 episodi, 1997), interpretata da Nicola Redmond.

## Produzione
La serie fu prodotta da British Broadcasting Corporation e HiT Entertainment e girata negli Ealing Studios a Londra, a Studland Bay nel Dorset e a Warmwell Quarry, a Warmwell, in Inghilterra. Le musiche furono composte da Paul Hart.

### Sceneggiatori
Tra gli sceneggiatori sono accreditati:
- Helen Cresswell
- E. Nesbit

## Distribuzione
La serie fu trasmessa nel Regno Unito dal 16 novembre 1997 al 21 dicembre 1997 sulla rete televisiva BBC. In Italia è stata trasmessa su RaiSat Ragazzi con il titolo Il tappeto volante e l'araba fenice.
Alcune delle uscite internazionali sono state:
- nel Regno Unito il 16 novembre 1997 (The Phoenix and the Carpet)
- in Finlandia il 30 marzo 1998 (Feeniks ja taikamatto)
- in Brasile (Fênix e o Tapete Mágico)
- in Germania (Phönix, der Zaubervogel)
- in Ungheria (Phoenix és a varázsszõnyeg)
- in Italia (Il tappeto volante e l'araba fenice)

## Episodi
| Stagione       | Episodi | Prima TV UK |
| -------------- | ------- | ----------- |
| Prima stagione | 6       | 1997        |